# Floris van der Tak
Floris Frits Sebastiaan van der Tak (Leiden, 16 november 1971) is een Nederlandse sterrenkundige. Hij is bijzonder hoogleraar Submillimeter-sterrenkunde aan het Kapteyn Instituut van de Rijksuniversiteit Groningen en senior-onderzoeker bij SRON.

## Opleiding en carrière
Van der Tak deed van 1996 tot 2000 promotieonderzoek aan de Universiteit Leiden. Hij promoveerde bij Ewine van Dishoeck en Neal John Evans II op het proefschrift getiteld The embedded phase of high-mass star formation. Na zijn promotie was hij tot 2006 postdoc aan het Max-Planck-Institut für Radioastronomie in Bonn, Duitsland. In 2006 kwam hij terug naar Nederland. Hij werd onderzoeker bij SRON en docent astrofysica aan de Rijksuniversiteit Groningen. In 2013 werd hij bijzonder hoogleraar in Groningen.

## Onderzoek
Van der Tak onderzoekt gaswolken tussen de sterren. Hij kijk hoe uit die wolken nieuwe sterren ontstaan. Hij gebruikt daarvoor telescopen op Hawaii, in Chili en in de ruimte. Daarnaast onderzoekt hij hoe leven op andere planeten kan ontstaan. Verder ontwikkelt hij computerprogramma's die helpen bij het interpreteren van spectroscopische waarnemingen.
In 2008 ontdekte Van der Tak en collega's met de James Clerk Maxwell Telescope sterrenstelsels die rijk zijn aan zure watermoleculen. In 2012 zag hij met een team met behulp van Ruimtetelescoop Herschel een groot waterreservoir in een wolk van gas en stof die bijna ineenstort tot een ster. In 2017 nam Van der Tak met collega's met behulp van de Atacama Large Millimeter Array een raadselachtig stikstofgebied waar in een vlindervormige stervormingsschijf. In 2021 zag het team van Van der Tak met behulp van Ruimtetelescoop Hubble een indicatie van chroomhydride in de atmosfeer van de hete exoplaneet WASP-31b. Chroomhydride kan, bij de temperatuur en druk die bij WASP-31b heerst, voor een weerstysteem zorgen met wolken en regen.
In 2018 lieten Van der Tak en collega's met computersimulaties zien dat planetoïden en een veel belangrijkere leverancier zijn van organisch materiaal op Mars dan gedacht. In 2022 toonden onderzoekers met daarbij Van der Tak in een simulatie aan dat al het water op Mercurius via ruimtestof, planetoïden en kometen kan zijn aangedragen. Er hoeven dus geen vulkanen of andere bronnen op Mercurius te zijn geweest.
In 2021 leidde Van der Tak een werkgroep die berekende dat Nederlandse sterrenkundigen in 2019 5 ton CO2 uitstootten per onderzoeker. De voornaamste bronnen van CO2 waren vliegverkeer (42%), elektriciteitsgebruik (29%) en verwarming van gebouwen (15%).

## Overig
Van der Tak speelt cello in symfonieorkesten, strijkkwartetten en barokensembles. Hij schrijft blogs op wetenschap.nu waarin hij sterrenkundenieuws duidt.